# Alexandru Rusu
Alexandru Rusu  (n. 22 noiembrie 1884, Șăulia, comitatul Turda-Arieș – d. 9 mai 1963, Penitenciarul Gherla) a fost din 1930 episcop al nou înființatei Episcopii Greco-Catolice a Maramureșului. În 1946 a fost ales mitropolit al Bisericii Române Unite cu Roma, nerecunoscut ca atare de Guvernul Petru Groza. Alexandru Rusu a fost unul din liderii rezistenței antisovietice din România comunistă, arestat și exterminat în detenție. A fost beatificat de papa Francisc în anul 2019. Este sărbătorit în Biserica Catolică în data 2 iunie.

## Originea
Alexandru Rusu s-a născut la 22 noiembrie 1884, la Șăulia de Câmpie, pe atunci în comitatul Turda-Arieș. A fost unul din cei 12 copii (11 băieți și o fată) ai preotului paroh greco-catolic Vasile Rusu din localitate, și ai Rozaliei. Doi au devenit preoți, Valer și Alexandru, viitorul episcop și mitropolit.

## Studii
A făcut studii gimnaziale la Bistrița, Târgu Mureș și la Blaj, între anii 1896–1903, unde a promovat maturitatea, după care a fost trimis la studii teologice la Universitatea din Budapesta, de la care a primit titlul de doctor în teologie în anul 1910. 

## Preot
La 20 iulie 1910 a fost hirotonit preot, iar apoi a fost numit profesor titular al catedrei de Teologie Dogmatică din cadrul Academiei Teologice din Blaj. De asemenea, a predat și la Liceul „Sfântul Vasile cel Mare” din Blaj. În anul 1920 a fost numit secretar mitropolitan, iar în anul 1923 canonic al capitulului mitropolitan. În perioada 1925–1930 a fost rector al Academiei Teologice de la Blaj. A fost redactor al revistei „Cultura Creștină” (1911–1918) de la Blaj, precum și redactor, apoi director (1922–1930), al ziarului „Unirea”, care apărea la Blaj, în care a publicat numeroase articole și studii.
Între anii 1918–1920 a îndeplinit funcția de secretar general în resortul Culte al Consiliului Dirigent și deputat ales, iar din 1931, după instalarea ca episcop de Maramureș, a fost senator de drept, în Parlamentul României.

## Episcop și mitropolit
Episcopia de Maramureș, cu sediul în Baia Mare, a fost înființată la 5 iunie 1930 de papa Pius al XI-lea, în urma Concordatului din 1927. Eparhia nou creată cuprindea 264 de parohii cu peste 300.000 de credincioși, din care marea majoritate etnici români, cu câteva parohii rutene (de limbă ucraineană respectiv maghiară).
La  17 octombrie 1930 a fost numit episcop al nou createi dieceze greco-catolice a Maramureșului. La 30 ianuarie 1931 a avut loc la Blaj consacrarea sa ca episcop de Maramureș, de către mitropolitul Vasile Suciu, iar pe 2 februarie 1931, de sărbătoarea Întâmpinarea Domnului, a avut loc instalarea lui în Catedrala Adormirea Maicii Domnului din Baia Mare. 
Episcopul Alexandru Rusu s-a ocupat cu organizarea Eparhiei de Maramureș, numirea membrilor capitulului, reorganizarea protopopiatelor, formarea clerului în academiile teologice ale celorlalte episcopii, la Cluj și Oradea. A făcut vizitații canonice. A condus Eparhia de Maramureș cu o competență deosebită, cu mult curaj și zel apostolic. A asigurat ordinea și demnitatea în activitatea pastorală a preoților și credincioșilor pe care îi păstorea. În anul 1940 întreaga eparhie a Maramureșului, cu excepția câtorva parohii rutene din Vicariatul Bucovinei, a intrat sub administrația maghiară a regimului Horthy. Episcopul a rămas la datorie, înfruntând greutățile și vicisitudinile impuse de autoritățile fasciste.

## Persecuția
Scaunul mitropolitan al Bisericii Române Unite cu Roma a devenit vacant ca urmare a decesului mitropolitului Alexandru Nicolescu, la 5 iunie 1941. La data de 16 martie 1946 sinodul electoral mitropolitan l-a ales la Blaj în funcția de mitropolit al Bisericii Române Unite cu Roma, alegere recunoscută de Sfântul Scaun. Guvernul pro-sovietic condus de Petru Groza nu l-a confirmat, în ciuda tratativelor purtate de Sfântul Scaun cu guvernul comunist român, întrucât era membru PNȚ și apropiat lui Iuliu Maniu.
În data de 18 octombrie 1948, prin decret guvernamental, nu a mai fost recunoscut nici în funcția de episcop al Maramureșului. La 18 octombrie 1948 a fost ridicat din clădirea Episcopiei de Cluj-Gherla și dus la sediul Siguranței din Baia Mare, de unde a fost eliberat în seara aceleiași zile. Reședința episcopală din Baia Mare fiind între timp evacuată și neavând unde merge, a cerut ospitalitate călugărilor franciscani minoriți din Baia Mare. La Mănăstirea Sfântul Anton din Baia Mare a primit o cameră de oaspeți, de unde a fost arestat în dimineața zilei de 29 octombrie 1948 și dus la Ministerul de Interne din București. De acolo a fost transferat la casa patriarhală de vară de la Dragoslavele, apoi, din februarie 1949, la Mănăstirea Căldărușani, iar din mai 1950 a fost mutat la închisoarea Sighet, unde a stat încarcerat între anii 1950–1955. 
A supraviețuit închisorii de la Sighet și a fost spitalizat la spitalul Gerota din București, „pentru refacere”. Autoritățile comuniste ale vremii l-au mutat cu domiciliul obligatoriu la Mănăstirea Curtea de Argeș, apoi la Mănăstirea Ciorogârla, împreună cu episcopii Iuliu Hossu și Ioan Bălan.
În anul 1956 a redactat împreună cu episcopii Iuliu Hossu și Ioan Bălan un memoriu în sensul repunerii în drepturi a Bisericii Române Unite cu Roma, pe care l-au transmis autorităților comuniste din România, iar în copii, a fost difuzat în străinătate. Acest memoriu a fost sprijinit prin mii de semnături ale credincioșilor greco-catolici din întreaga țară. La 12 august 1956 preoții Vasile Chindriș și Izidor Ghiurco au oficiat Sfânta Liturghie în mod public, sub cerul liber, în fața Bisericii Piariștilor din Cluj. Pentru aceasta a fost făcut responsabil episcopul Alexandru Rusu. 
În data de 13 august 1956, sub pretextul că va fi primit în audiență de ministrul cultelor, Petre Constantinescu-Iași, a fost separat de ceilalți doi episcopi, și mutat la Mănăstirea Cocoșu din județul Tulcea. În anul 1957 Tribunalul Militar din Cluj l-a condamnat pe Alexandru Rusu la 25 de ani de muncă silnică, „pentru instigație și înaltă trădare”. A fost întemnițat la Penitenciarul Gherla, în celula nr. 10, de la subsol.

## Sfârșitul vieții
În primăvara anului 1963, în celula închisorii de la Gherla, Alexandru Rusu s-a îmbolnăvit de rinichi. La data de 9 mai 1963, după ce i-a binecuvântat pe cei prezenți, colegi de suferință, din aceeași celulă, le-a spus:
„Frații mei, acum mă duc la Dumnezeu să-mi primesc răsplata pentru viața primită de la El, pentru Biserică și pentru români.”
„Acestea au fost ultimele sale cuvinte”. Alexandru Rusu a fost înmormântat fără nicio ceremonie religioasă, în cimitirul deținuților politici de la Gherla, în mormântul cu numărul 133, după care locul a fost arat cu tractoarele, din ordinul Securității.

## Beatificarea
În data de 19 martie 2019 papa Francisc a autorizat Congregația pentru Cauzele Sfinților să promulge decretul de recunoaștere a martiriului episcopilor greco-catolici români Valeriu Traian Frențiu, Vasile Aftenie, Ioan Suciu, Tit Liviu Chinezu, Ioan Bălan, Alexandru Rusu și Iuliu Hossu, „uciși din ură față de credință în diverse locuri din România între 1950 și 1970”, deschizându-se calea pentru beatificarea acestora.
Papa Francisc a oficiat slujba beatificării sale în data de 2 iunie 2019, pe Câmpia Libertății din Blaj.

## Varia
O școală din Baia Mare (fostul liceu nr. 7) îi poartă numele.